# Pretioscopus linnavuorii
Pretioscopus linnavuorii är en insektsart som beskrevs av Webb 1976. Pretioscopus linnavuorii ingår i släktet Pretioscopus och familjen dvärgstritar. Inga underarter finns listade i Catalogue of Life.